# Tribunal Superior de Justicia Electoral de Paraguay
El Tribunal Superior de Justicia Electoral (TSJE) es un organismo público autónomo en la República del Paraguay, que se encarga de convocar, juzgar, organizar, dirigir, supervisar y vigilar las  elecciones generales, departamentales y municipales, así como de administrar los derechos y los títulos de las personas elegidas en estos procesos. Tiene su sede en la ciudad de Asunción. Está constituido por tres miembros, quienes serán elegidos y removidos en la forma establecida para los ministros de la Corte Suprema de Justicia.

## Creación
El TSJE fue creado por la Constitución de la República de 1992.

## Misión
"Organizar los procesos electorales, garantizando la legalidad y legitimidad del sistema democrático del Paraguay, como organismo constitucional responsable de custodiar la voluntad popular de la ciudadanía".

## Visión
"Ser una institución electoral transparente, confiable e innovadora, reconocida por su excelencia en la organización de procesos electorales, con talento humano comprometido, que promueva la cultura democrática y la participación de la ciudadanía".

## Miembros en 2024
- Presidente: Ministro César Emilio Rossel[3]
- Vicepresidente: Ministro Jaime José Bestard Duschek[4]
- Miembro: Ministro Jorge Enrique Bogarín González[5]